# Strandvallmo

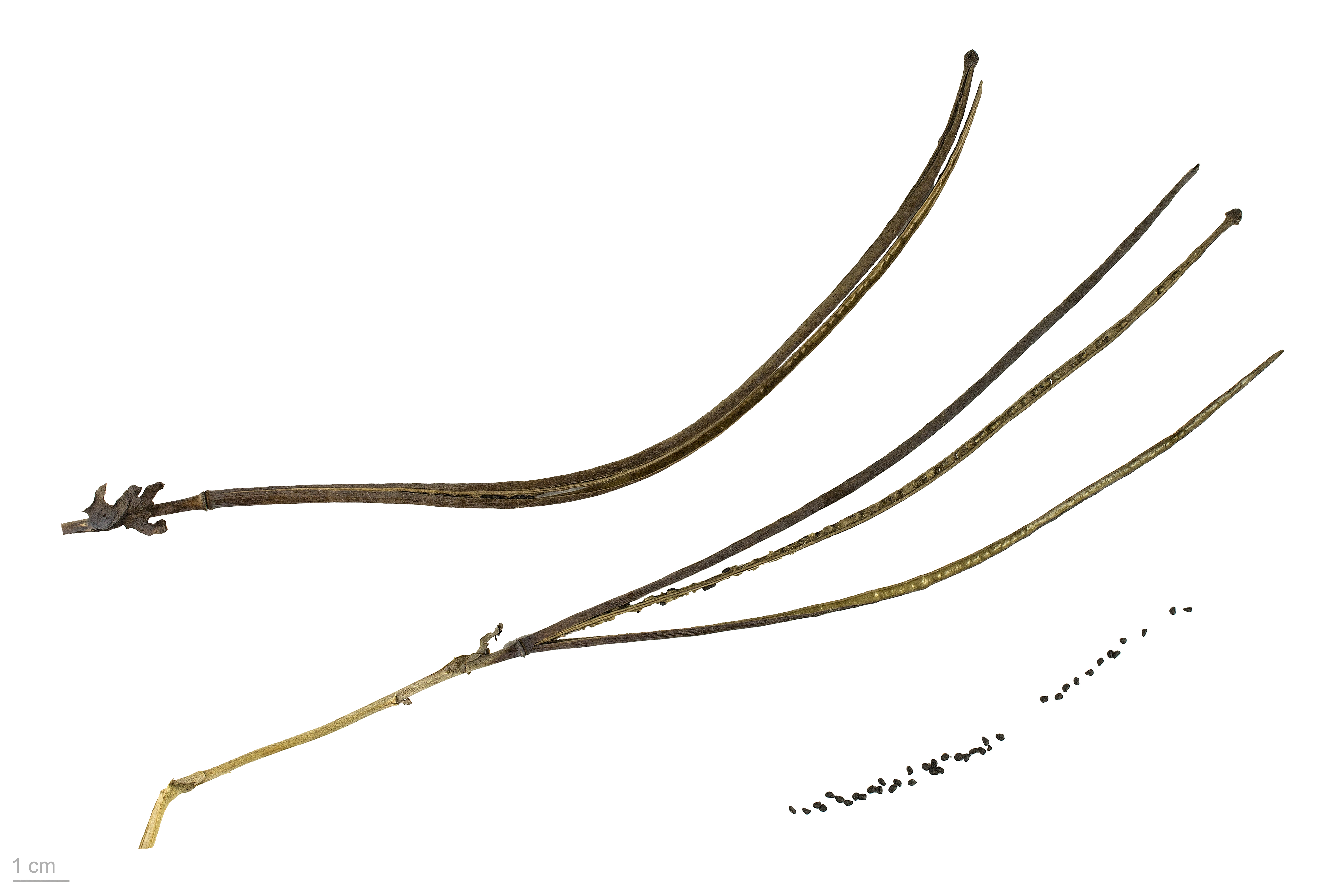
Glaucium flavum

Strandvallmo (Glaucium flavum) är en växtart i familjen vallmoväxter. 
Blomman är gul.
Arten förekommer i Afrika och Eurasien. Som namnet antyder hittas den i Europa oftast nära kusten. Grunden kan vara sandig, lerig eller stenig. Växten blommar mellan juni och augusti och mogna frön hittas mellan augusti och september.
Begränsade populationer påverkas av landskapsförändringar och luftföroreningar. Hela populationen minskar men den är fortfarande stor. Vid Oslofjorden blev strandvallmo sällsynt. IUCN listar arten som livskraftig (LC).